# Emir Hadžihafizbegović
Emir Hadžihafizbegović, bosansko-hercegovski igralec, * 20. avgust 1961, Tuzla.
Je eden od najbolj znanih sodobnih bosanskih igralcev. Diplomiral je leta 1986 na Akademiji scenskih umetnosti v Sarajevu. Je tudi profesor, ki deluje na Akademiji dramskih umetnosti v Tuzli. Igral je v 70 filmih ter več kot 50 vlogah na odru in televiziji.